# Fay Coyle
Francis Coyle (Derry, 1 april 1933 – aldaar, 30 maart 2007), beter bekend als Fay Coyle, was een Noord-Iers voetballer. Hij speelde vier officiële interlands voor het Noord-Iers nationaal team.

## Biografie

### Nationale carrière
Zijn carrière begon als spits bij Derry City in de Ierse competitie, waarna hij enkele jaren bij Coleraine FC speelde.
Op 18-jarige leeftijd kwam hij bij de Derry City Reserves en na paar keer uitgeblonken te hebben promoveerde hij naar de senioren. Hij speelde zijn debuutwedstrijd in het seizoen 1952/1953 tegen de Ards. Zijn beste seizoen was waarschijnlijk 1954/55. Hij was toen met topscoorder met twintig doelpunten in de Ierse Premier Division en de City Cup won.
Uiteindelijk kocht Nottingham Forest hem van Coleraine in maart 1958. Hij speelde drie maal voor Forrest en ging toen terug naar Coleraine wegens heimwee in de zomer van 1958. Terug in de Ierse competitie won Coyle de North-West Senioren beker 1959/1960, na het winnen van de finalewedstrijd tegen zijn eerste club Derry City. In 1963 ging hij weer terug naar Derry City in zijn geboorteplaats. Hij was daar aanvoerder in de meest succesvolle periode in de Ierse competitie ooit. In 1964 won hij de Derry de Ierse beker door een overwinning tegen Glentoran.

### Internationale carrière
Coyle's speelde zichzelf in de kijkers van Peter Doherty en Noord-Ierse voetbalscouts door zijn goede prestaties in het seizoen 1954/55. Hij werd geselecteerd voor het nationale team van Noord-Ierland en maakte op 8 oktober 1955 zijn debuut in de wedstrijd tegen Schotland, die met 2-1 gewonnen werd. De wedstrijd erna verloor hij tegen Engeland.
Doherty gaf Coyle een plek in de basis tijdens het WK 1958 in Zweden, omdat spits Billy Simpson in de voorrondes zich geblesseerd had. Coyle mocht tegen Argentinië spelen en verloor met 3-1.

### Privéleven
Hij is de vader van Liam Coyle. Fay Coyle overleed op 30 maart 2007, twee dagen voor zijn 74ste verjaardag.